# Sjaghat (flod)
Sjaghat (armeniska: Շաղատ) är ett vattendrag i Armenien. Det ligger i den sydöstra delen av landet, 140 kilometer sydost om huvudstaden Jerevan. Namnet kommer av orten Sjaghat.
Trakten runt Sjaghat består i huvudsak av gräsmarker. Runt Sjaghat är det ganska glesbefolkat, med 42 invånare per kvadratkilometer.